# 伊藤诗织
伊藤詩織（日语：／ Itō Shiori，1989年5月17日—），日本自由記者及攝錄作家。因於2015年遭遇性侵后公开控诉而成為日本MeToo運動代表人物，並自此投身性別平等及人權議題。

## 經歷
伊藤詩織為媒體工作者。1989年出生於神奈川縣。父親從事建築行業，母親為專業主婦，家中還有妹妹和弟弟。9歲時，開始模特兒工作。曾在紐約就讀大學，主修記者和攝影，也曾在路透社實習，現以獨立記者的身份旅居英國。筆名Shiori。2017年，她現身指控山口敬之對自己性侵，此為日本歷史上，女性首次公開具名指控職場上的權勢性侵，而後受紐約時報關注報導。因時間與歐美的me too運動十分接近，而被認為是日本me too運動的代表人物。在2017年10月18日，她發表一部名為《黑箱》的著作，以自身經歷探討性暴力議題。
在「2018 New York Festivals」，執導作品《Undercover Asia: Lonely Deaths》（亞洲新聞台制作）獲紀錄片部門銀獎，負責攝影的作品《Witness - Racing in Cocaine Valley》（半島電視台英語版，2017年2月5日播出，Lali Houghton、Nick Ahlmark導演）獲體育及休閒部門銀獎。《Witness》以秘魯每年的電單車競速比賽為題材，近距離記錄投身於賽事的秘魯軍士兵，《Undercover Asia: Lonely Deaths》則是孤獨死題材作品。

## 公司
2018年，在倫敦與Hanna Aqvilin一起成立紀錄片制作公司Hanashi Films。公司名取自二人姓名，格言為傳遞真實故事（Hanashi）。

## 性侵案訴訟
伊藤詩織曾在2015年4月與舊識前TBS電視台華盛頓分社社長山口敬之為商談工作簽證共同用餐。隨後伊藤詩織遭山口敬之在酒席間下藥迷昏，山口敬之帶著昏迷的伊藤詩織回到下榻的飯店後性侵。伊藤詩織發現後決定對此事採取法律途徑。
在偵查過程中，必須不斷回憶和敘述性侵過程的調查方式，使伊藤詩織多次想要放棄。而她也多次被提醒若是冒犯了媒體界的大佬山口敬之，恐怕無以再在日本媒體界立足。但伊藤詩織認為她活下來的方式就是說出真相，因此決定堅持下去。而在她現身控訴山口敬之之後，她也辭去日本的記者一職，以獨立記者的身分離開日本旅居英國。
在經過警方和檢方的重重調查之後，2016年刑事案件檢察官最後以證據不足為由，對此案處以不起訴處分。但不想就此放棄，希望能以自己的經歷為契機做出改變的伊藤詩織，在2017年提起民事訴訟。這是日本第一次有女性願意以公開身分的方式控訴權勢性侵。
同年紐約時報花了6個月來了解、追蹤伊藤詩織的性侵事件，並且將之書寫成新聞報導，在標題形容她的創舉打破了日本對性侵的沉默。紐約時報的報導釋出不久之後適逢歐美國家的me too運動，由於時間相近，伊藤詩織也被認為是日本me too運動的代表。同時，也因為紐約時報對此事件的報導，伊藤詩織的事情才在日本引起廣泛的注意。
然而在公開身分後，她也受到來自各方的批評和人身威脅，許多人認為伊藤詩織是自己行為不檢點、有問題，山口敬之並不是犯罪者。而山口敬之本身的公開說法是，他與伊藤詩織有發生性關係，但是他沒有性侵伊藤詩織。
另外當時日本的法律規定相對於被害人有呼救和抵抗的強姦，被害人因昏迷或失去意識不能抵抗、呼救的性侵為準強姦，因而日本將伊藤詩織對山口敬之的訴訟稱為「準強姦」訴訟。
2019年12月，法庭裁定伊藤的民事索償勝訴，判詞中認定山口在未獲對方同意下與酒後失去意識的伊藤發生了性關係。

### 事件過程

#### 事件梗概
2013年在紐約酒吧打工的伊藤詩織，遇到了前TBS華盛頓分社領領導人山口敬之，山口敬之展露出樂於提攜後進的態度，告訴她TBS一直希望廣納人才，而他很願意引介她進入TBS。
2015年回到日本的伊藤詩織聯繫山口敬之，詢問有沒有機會進入TBS的工作。山口敬之希望伊藤詩織可以盡快與他面談工作簽證的事項，便在某個周五約她到高级壽司料理亭用餐。伊藤詩織赴約，卻在酒席間遭山口敬之下藥迷昏。山口敬之帶她坐上計程車，不顧伊藤詩織要回車站的要求，以「回飯店繼續討論工作簽證」為理由將她載到山口敬之下榻的飯店。
飯店監視器畫面顯示，山口敬之撐著失去意識的伊藤詩織的身體進入飯店。山口敬之在下榻的房間性侵了昏迷的伊藤詩織。隔夜清晨伊藤詩織從昏迷中醒來意識到此事，決定到警察局報案。

#### 刑事調查過程
最初伊藤詩織要求要一名女警來接受她的報案，為此她直接在警局坦白她要舉報的是性侵案件。在與女警解釋過事發經過後，女警表示自己只是交通警察，沒有權限處理刑事案件，而當下有權處理性侵案件的刑警中沒有任何一名女性。
她向後來的男警再度解釋案情，卻被告知她該去管轄案發地點的警局報案。在警方偵訊和調查的過程中，伊藤詩織多次被質疑事情的真實性，她被要求準確地說出她離開飯店的時間，並且在一排男警前面演示性侵的事發過程。最後，警方在兩個月的調查後，蒐集到了飯店監視器畫面、計程車司機證詞和伊藤詩織內衣上山口敬之的DNA。但是原本要對山口敬之的逮捕卻不了了之，據日本媒體報導，這是由於與日本內閣交情甚深的東京警視廳刑警部長中村格，下令撤回對山口敬之的逮捕令。

### 訴訟過程

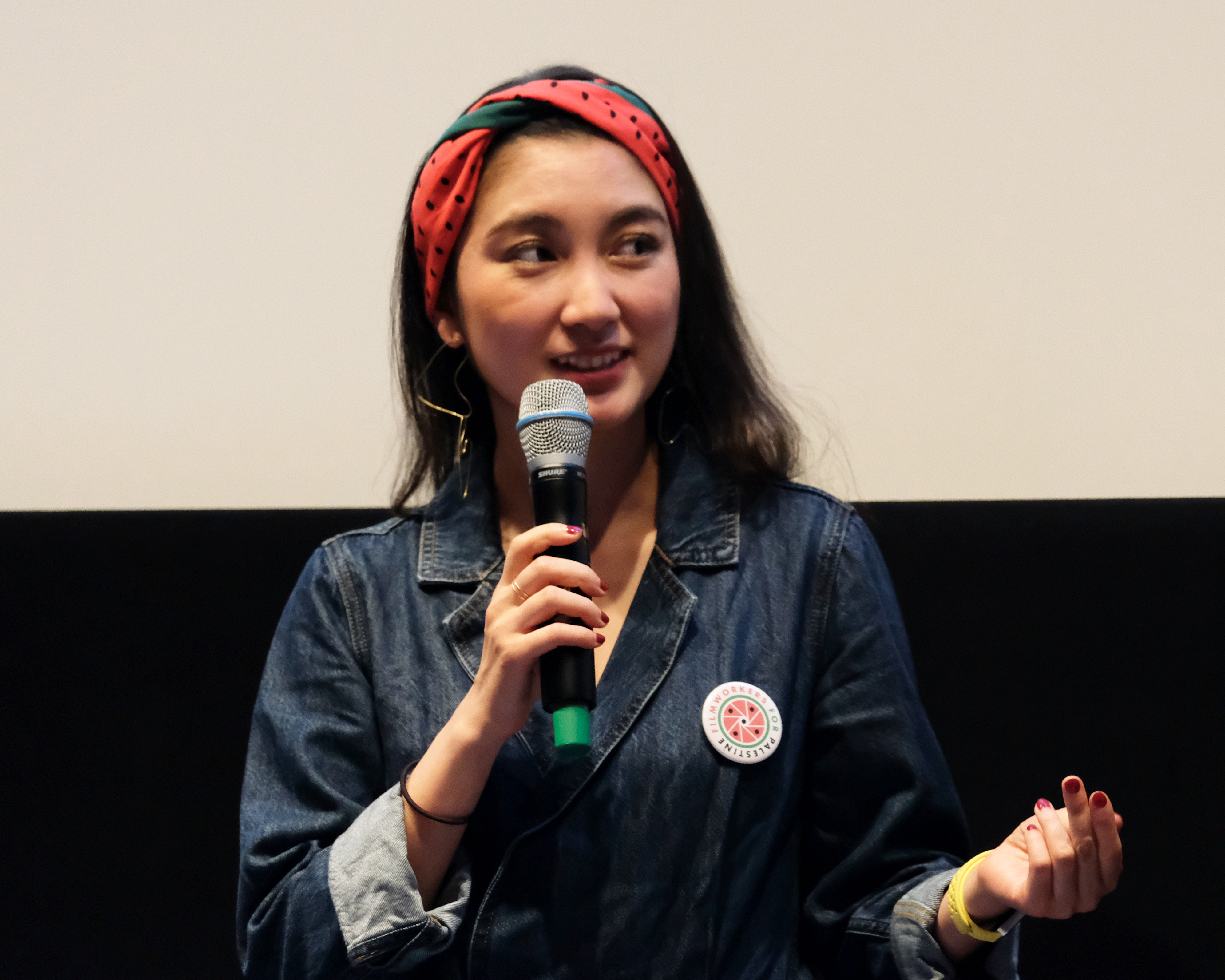

#### 刑事訴訟
即使被告誡舉證困難且會使她在媒體界難以立足，伊藤詩織仍決定提告。最後檢察官在進行調查之後做出了不起訴的處分。主要是因為日本的強姦罪裡對於性侵的定義仍停留在陌生人性侵的範疇裡，被害者通常得要有大聲呼救和激烈反抗才可能對加害者定罪。

#### 民事訴訟
為了讓日本性侵受害者的處境被看到，伊藤詩織於2017年以民事訴訟的方式對山口敬之提起訴訟，要求1100万日元損害賠償，也因此向大眾公開自己的身分。這是日本第一次女性以公開具名的方式指控權勢性侵。山口方面則全盤否定伊藤的主張。2017年12月5日，法院開庭審理民事訴訟。
2019年2月，山口提出反訴，認為自己「因伊藤在記者會上的發言失去社会信用」，要求伊藤支付慰謝金1億3000万日元及刊登道歉廣告。東京地方裁判所同時審理山口及伊藤双方提出的訴訟後，裁判長鈴木昭洋於12月18日頒下判詞，認定山口曾對伊藤施以性暴力，並認可伊藤方面請求，下令山口一方須支付330万日元予伊藤，同時駁回山口的反訴。伊藤歡迎及欣賞裁決，認為訴訟有意義；山口則表示準備向高等裁判所提出上訴。

### 後續效應

#### 修法
2017年6月8日，日本眾議院將百年來未曾變更過的強姦罪修改為強制性交罪，也加重了刑責。然而，暴力和脅迫仍在成罪要件之中。

#### 人身攻擊
在公開現身後，伊藤詩織遭受到了許多來自日本民眾的匿名謾罵、人身攻擊和恐嚇。她的許多照片也被搜出公開在網路上，伊藤詩織甚至受到漫畫家以漫畫內容進行誹謗。
伊藤詩織本人的言行也被拿來檢視，許多人因為她不符合主流性侵被害者的想像而批評她。例如，她因在公開記者會上穿了頭兩顆扣子未扣的白色襯衫，被批評為「蕩婦」，指稱是她行為不檢點；以及一張她在被性侵後的照片面露微笑，而被人認為性侵一事子虛烏有，否則她怎麼可能還可以在工作中微笑。

#### 作品出版
“Black Box”是伊藤詩織撰寫的關於自己被性侵一事的遭遇和後續的經歷，授權台灣地區繁體中文版的譯名為《黑箱：性暴力受害者的真實告白》，在中國大陸地區刊行簡體中文版的中信出版社则譯為《黑箱：日本之恥》。
伊藤詩織表示這本書受到很多人的幫助才得以出版，包括在撰寫的部分受到女性友人幫助謄寫和整理相關文獻，還有願意頂住壓力隱瞞出版社到最後一刻、力保本書可以順利出版的女性編輯。

### 山口敬之的回應
在面對紐約時報採訪時，山口敬之否認性侵害一事，但承認有發生性行為。山口敬之也否認自己有對伊藤詩織下藥，他說伊藤詩織是喝醉了。
他認為將伊藤詩織帶到自己下榻酒店一事確實不適合，但放她獨自在車站則更不適合，只能出此下策。
在民事訴訟法庭上，山口敬之對當晚的描述是，他脫掉伊藤詩織的衣服並為她清洗後讓她躺在床上。之後伊藤詩織有醒來並且跪在床邊向山口敬之道歉，山口敬之要她躺回床上，隨後發生性行為時伊藤詩織沒有反抗或抵抗。
這個說法與他在回覆伊藤詩織要求他將當晚發生的事情交代清楚的电子邮件中略有不同，他在电子邮件中的說法是：當時也喝醉的他無法抗拒在同一空間而且具有誘惑力的伊藤詩織，他認為他們兩個都需要檢討自己。
| 內容           | 伊藤《Black Box》                                  | 山口《致起訴我的伊藤詩織女士》                                                         |
| -------------- | -------------------------------------------------- | -------------------------------------------------------------------------------------- |
| 是否有性同意   | 無                                                 | 有                                                                                     |
| 約會強姦藥物   | 被下藥，症狀與下藥後相同                           | 從座位構造及當時狀況來看，下藥是不可能的，店長亦有作證。電腦交給警察後沒有發現買藥記錄 |
| 進入酒店前後   | 已表明想回家，但當時醉酒，意識不清情況下被抬入酒店 | 根據閉路電視，她是自己走入酒店房間的                                                   |
| 手提電腦偷拍   | 有被偷拍                                           | 沒有偷拍功能，電腦交給警察後沒有發現偷拍影片                                           |
| 房間中有無意識 | 無                                                 | 她一直都有                                                                             |

## 個人著作
| 出版社       | 書名                         | 出版地   | 作者                              | 出版日期       | 書籍編碼（ISBN）   | 來源   |
| ------------ | ---------------------------- | -------- | --------------------------------- | -------------- | ------------------ | ------ |
| 文藝春秋     | Black Box                    | 日本     | 伊藤詩織                          | 2017年10月20日 | ISBN 9784163907826 | [ 24 ] |
| 出版社       | 書名                         | 出版地   | 譯者                              | 出版日期       | 書籍編碼（ISBN）   | 來源   |
| MIMESIS（미메시스）  |                              | 韓國     |                                   | 2018年5月25日  | ISBN 9791155351253 | [ 25 ] |
| 高寶出版     | 黑箱：性暴力受害者的真實告白 | 台灣     | 高秋雅                            | 2019年3月6日   | ISBN 9789863616528 | [ 26 ] |
| 中信出版集團 | 黑箱：日本之恥               | 中國大陸 | 匡匡                              | 2019年4月      | ISBN 9787521702224 | [ 27 ] |
| PICQUIER     |                              | 法國     | Jean-Christophe Helary Aline Koza | 2019年4月4日   | ISBN 9782809714180 | [ 28 ] |
|              | Black Box                    | 瑞典     | Vibeke Emond                      | 2019年9月23日  | ISBN 9789198524611 | [ 29 ] |

## 媒體出演
- 《伊藤詩織打破了日本對強姦的沉默： - 結果很残酷》，電視談話節目《Skavlan》，2018年2月16日，瑞典電視台、挪威廣播公司[30][31]
- 《Japan's Secret Shame（日本之恥[2]）》，電視紀錄片節目，True Vision制作，2018年6月28日，BBC Two、英國廣播公司（BBC）[32][33]

## 外部連結
- mysite （页面存档备份，存于）官方網站
- shioristreet的Instagram帳戶
- Shiori Ito的Facebook專頁
- Shiori的X（前Twitter）
- Vimeo上的Shiori Ito
- Hanashi Films （页面存档备份，存于）
- Hanashi Films的X（前Twitter）
- 伊藤詩織民事訴訟支援会 （页面存档备份，存于）